# Benito Alberto Nazar Anchorena

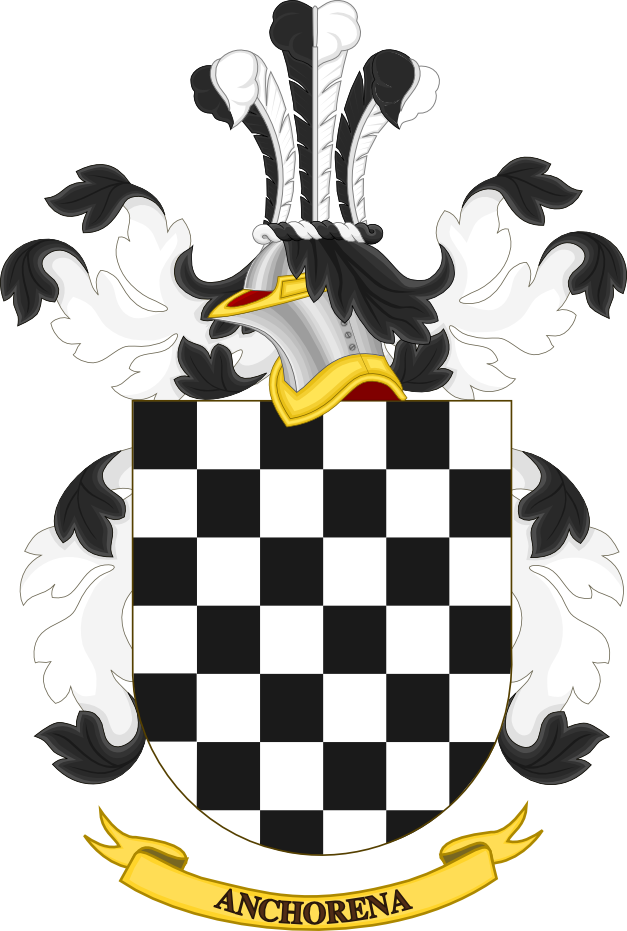
Escudo de Armas de la familia Anchorena

Benito Alberto Nazar Anchorena (Buenos Aires, Argentina, 21 de noviembre de 1884 - Buenos Aires, Argentina, 10 de noviembre de 1970) fue un abogado, juez y político argentino que se desempeñó como Ministro de la Corte Suprema de Justicia entre 1934 y 1947 siendo destituido mediante juicio político.

## Biografía
Era hijo de Benjamín José Nazar Yaniz (1838-1927) y de Mercedes de Anchorena Aguirre (1853).  Era nieto del General Benito Nazar. Estudió abogacía en la Facultad de Derecho y Ciencias Sociales de la Universidad de Buenos Aires y se graduó en 1908 con un trabajo sobre Expropiación por causa de utilidad pública, que publicó ese año. Poco después ingresó a la administración de justicia como secretario en un juzgado federal de la Capital Federal, en 1913 fue nombrado procurador fiscal y en 1919 fue propuesto como juez de la Cámara Federal de la Capital. Simultáneamente era profesor de Derecho administrativo en la Facultad de Derecho de la Universidad Nacional de La Plata. En 1920 fue nombrado Decano de esa Facultad y en 1924 fue elegido Presidente de aquella Universidad.
Su familia estaba relacionada con el presidente Yrigoyen y un hermano de Benito era amigo personal del mismo. En 1921 Nazar Anchorena fue designado interventor federal en la provincia de Tucumán.
Por disposición del presidente Marcelo Torcuato de Alvear fue designado en 1923 interventor de la Universidad Nacional del Litoral que, nacionalizada en 1919, acababa de transferir las instalaciones provinciales a la Nación.
Producido el golpe militar que el 6 de septiembre de 1930 derrocó a Yrigoyen, el nuevo gobierno lo nombró interventor en la Universidad de Buenos Aires. Para que sustituyera a Ricardo Guido Lavalle, que había fallecido, el presidente Agustín Pedro Justo lo nombró juez de la Corte Suprema de Justicia de la Nación por decreto del 18 de junio de 1934, jurando dos días después.
Nazar Anchorena era miembro de la Academia Nacional de Derecho y Ciencias Sociales de Buenos Aires y se especializó en temas administrativos y constitucionales, sobre los que escribió, estre otros trabajos, Fueros parlamentarios, Constitucionalidad de los impuestos internos, Jubilación de ferroviarios, Naturaleza jurídica de la propiedad ferroviaria y Derecho de los legisladores electos. 
En 1943, la Corte que aún integraba Nazar Anchorena suscribió una acordada por la cual resolvió declarar aplicable a la dictadura militar surgida de la revolución del 4 de junio de ese año la acordada de 1930 que declaraba que los actos y las designaciones de funcionarios emanadas de un gobierno de facto como el que se acababa de establecer eran jurídicamente válidos, "cualquiera que pueda ser el vicio o deficiencia de sus nombramientos o de su elección, fundándose en razones de policía y necesidad" a los actos de un gobierno que tuviera ese origen, con ciertas limitaciones según la materia de que se trate.
Su posición política claramente adversa a la por entonces emergente figura de Juan Domingo Perón se evidenció cuando a mediados de 1945 aparecía saludando al embajador de Estados Unidos, Spruille Braden. Por fallo del Senado del 30 de abril de 1947, durante la presidencia de Juan Domingo Perón, fue destituido por medio de un juicio político junto a otros dos miembros de la Corte imputándole diversos cargos, entre los cuales estaba haber dictado la acordada referida.
Falleció en Buenos Aires el 10 de noviembre de 1970. Estuvo casado con Carmen Peña Zemborain (1892-1961), con quien tuvo siete hijos.